# Округ Пима (Аризона)
Округ Пима (енгл. Pima County) је округ у америчкој савезној држави Аризона. По попису из 2010. године број становника је 980.263. Седиште округа је град Тусон.

## Демографија
Према попису становништва из 2010. у округу је живело 980.263 становника, што је 136.517 (16,2%) становника више него 2000. године.
| Група             | 2000.           | 2010.           |
| Белци             | 518.720 (61,5%) | 541.700 (55,3%) |
| Афроамериканци    | 25.594 (3,0%)   | 34.674 (3,5%)   |
| Азијати           | 17.213 (2,0%)   | 25.731 (2,6%)   |
| Хиспаноамериканци | 247.578 (29,3%) | 338.802 (34,6%) |
| Укупно            | 843.746         | 980.263         |